# Renée de Sépibus
Renée de Sépibus, née le 17 septembre 1901 à Schwarzau am Steinfeld en Autriche et morte le 1er juillet 1989 à Sion, est une institutrice valaisanne, fondatrice de la section cantonale de l'Association suisse pour le suffrage féminin. 

## Biographie
Renée de Sépibus naît le 17 septembre 1901 à Schwarzau am Steinfeld en Autriche.
Institutrice de formation, elle vit avec deux de ses sœurs à Sion. Elle reste célibataire sa vie durant.
Elle fonde le 6 juin 1946 la section valaisanne de l'Association suisse pour le suffrage féminin et en devient la présidente,,. Elle y réunit aussi bien des hommes politiques que des religieux et des personnalités de la noblesse valaisanne qui partagent ses préoccupations. Elle démissionne en 1969, après un mandat de 23 ans. Elle est nommée présidente d'honneur de l'association. Première section de l'association suisse pour le suffrage féminin à accepter les hommes en son sein, la section valaisanne choisit un président, Hermann Pellegrini, pour lui succéder. Jugeant que le langage de Renée de Sépibus est insuffisamment consensuel, elle espère ainsi rendre l'association "plus acceptable aux yeux de la population masculine".
Croyante fervente, Renée de Sépibus est également membre de l’Union civique des femmes catholiques à partir de 1952 et des Sœurs Tertiaires de la Fraternité de Sion, affiliées à l’ordre franciscain. Elle défend le suffrage féminin, mais rejette l'avortement. 
Elle obtient le 4 avril 1956 une déclaration publique du pape Pie XII en faveur du suffrage féminin,.
Elle meurt le 1er juillet 1989 à Sion.

## Hommage et postérité
À l'occasion des cinquante ans du droit de vote des femmes en Suisse, un hommage lui est rendu sur un site web créé pour mettre en avant des pionnières du suffrage féminin en Suisse.